# Mutterschaftsurlaubsgeld
Das Mutterschaftsurlaubsgeld war eine finanzielle Leistung, die in der Bundesrepublik Deutschland an abhängig beschäftigte Mütter ausgezahlt wurde.

## Höhe und Bezugsdauer
Es betrug 1979, zum Zeitpunkt seiner Einführung durch die sozial-liberale Koalition, 750 DM monatlich und wurde bis zu sechs Monate lang gezahlt. 1984 wurde das Mutterschaftsurlaubsgeld auf 510 DM monatlich gekürzt.
Das Kündigungsverbot des Mutterschutzgesetzes wurde dabei auf sechs Monate erweitert, und die Mutter war in dieser Zeit beitragsfrei kranken-, renten- und arbeitslosenversichert. Mit dieser rechtlichen Besserstellung von Frauen sollten Mutterschaft und Beruf besser miteinander verbunden werden können.

## Kritik
Das Mutterschaftsurlaubsgeld traf auf Kritik, da Väter keinen Anspruch auf eine entsprechende Leistung hatten. Zudem habe dadurch eine finanzielle Anerkennung der Erziehungsleistung nur für Mütter bestanden, die vor der Geburt in abhängiger Beschäftigung erwerbstätig gewesen waren. So kritisierte etwa 1985 der damalige Familienminister Heiner Geißler „das ungerechte Zweiklassenrecht des Mutterschaftsurlaubsgeldes, das nur eine in einem abhängigen Erwerbsberuf tätige Mutter erhält“.

## Geschichte
Das Mutterschaftsurlaubsgeld wurde zum 1. Januar 1986 durch ein Erziehungsgeld in Höhe von monatlich 600 DM ersetzt. Das Erziehungsgeld sollte einen zeitweiligen gänzlichen Ausstieg aus dem Beruf, und zwar für längere Zeit als dies beim Mutterschaftsurlaubsgeld der Fall war, finanziell unterstützen und zugleich, im Gegensatz zum Mutterschaftsurlaubsgeld, zumindest innerhalb bestimmter Einkommensgrenzen eine finanzielle Anerkennung der Erziehungsarbeit auch nichterwerbstätiger Mütter darstellen und dabei prinzipiell wahlweise Müttern oder Vätern zustehen.